# Raión de Samara
Raión de Samara (en ucraniano: Самарський район) es un raión o distrito urbano de Ucrania, en la ciudad de Dnipró. 
Comprende una superficie de km².

## Demografía
Según estimación 2010 contaba con una población total de 77900 habitantes.